# Chiều cao của Tổng thống Hoa Kỳ và các ứng cử viên tổng thống
Một ghi chép về chiều cao của các Tổng thống Hoa Kỳ và các ứng cử viên tổng thống hữu ích trong việc đánh giá vai trò của chiều cao trong các cuộc tranh cử tổng thống. Một số quan sát viên đã ghi chú rằng những ứng cử viên cao hơn chiếm ưu thế, và cho rằng điều này là do sự ưa thích của công chúng dành cho những ứng cử viên cao hơn.
Hai Tổng thống cao nhất của Hoa Kỳ là Abraham Lincoln và Lyndon B. Johnson với chiều cao 6 ft 4 in (193 cm), trong khi Tổng thống thấp nhất là James Madison với chiều cao 5 ft 4 in (163 cm).
Joe Biden, Tổng thống hiện tại, cao 6 ft 0 in (183 cm), và Kamala Harris, Phó Tổng thống hiện tại, cao 5 ft 2 in (157 cm).

## Thứ tựchiều caocủa các Tổng thống Hoa Kỳ

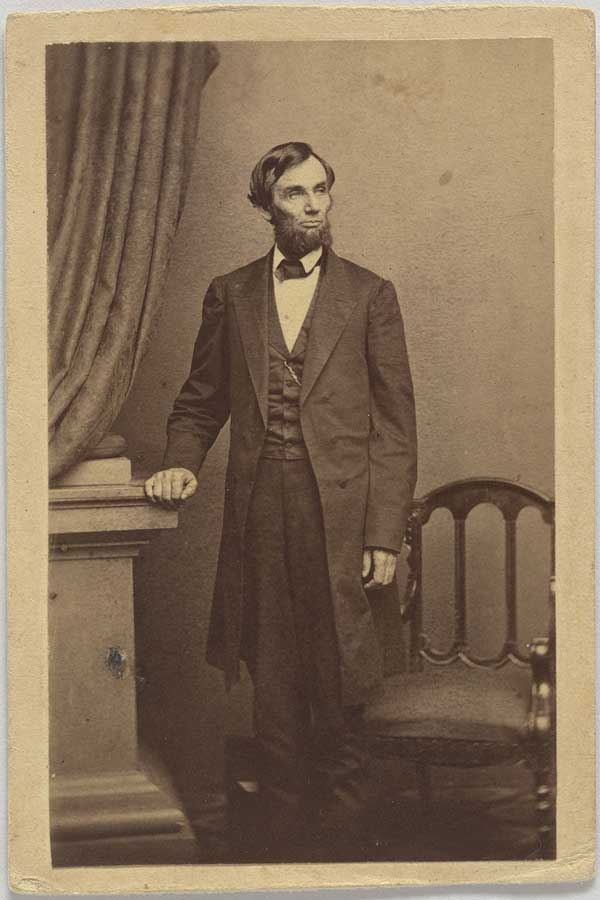
Abraham Lincoln và...

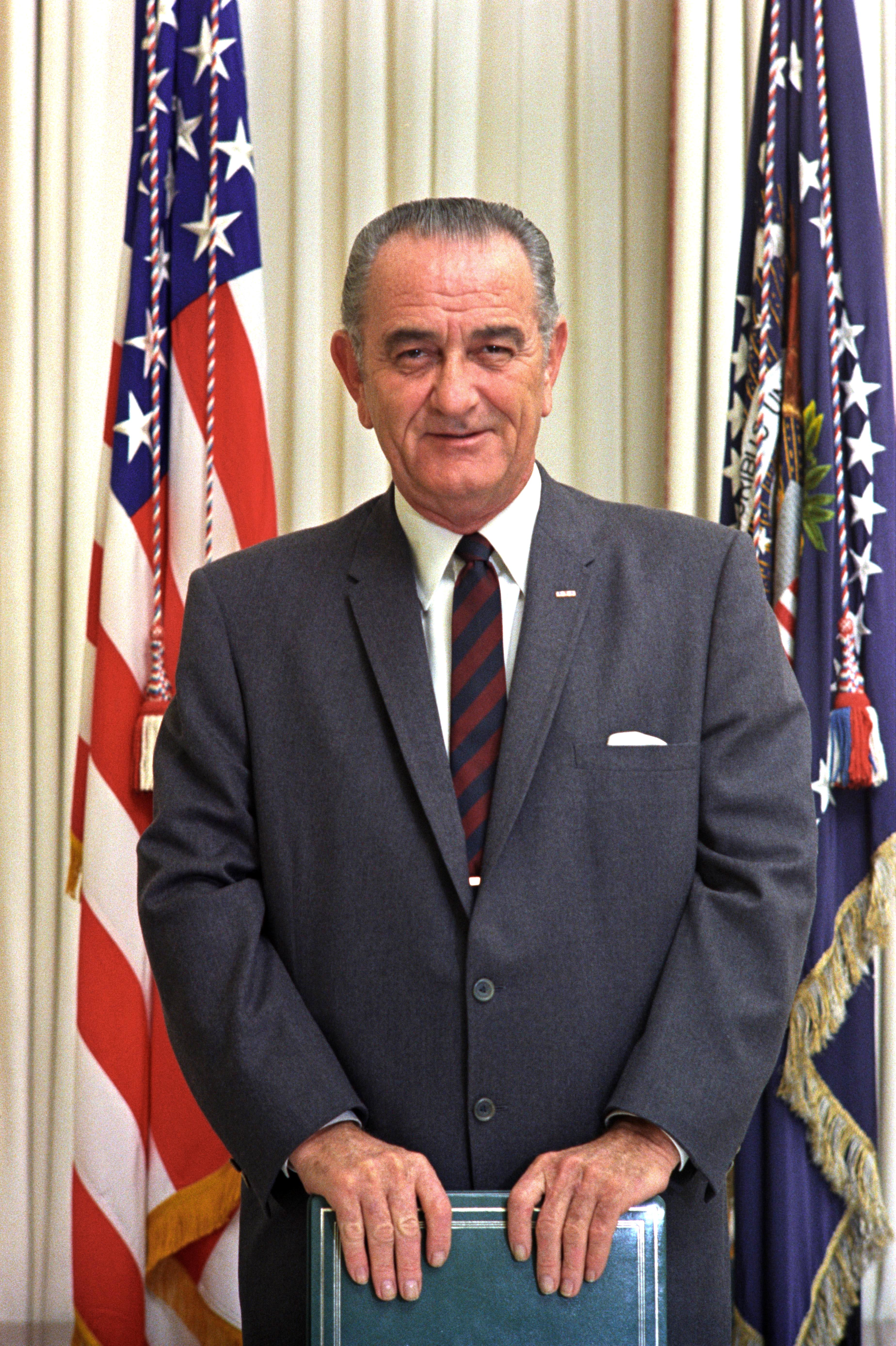
...Lyndon B. Johnson là những Tổng thống cao nhất với chiều cao 6 ft 4 in (193 cm).

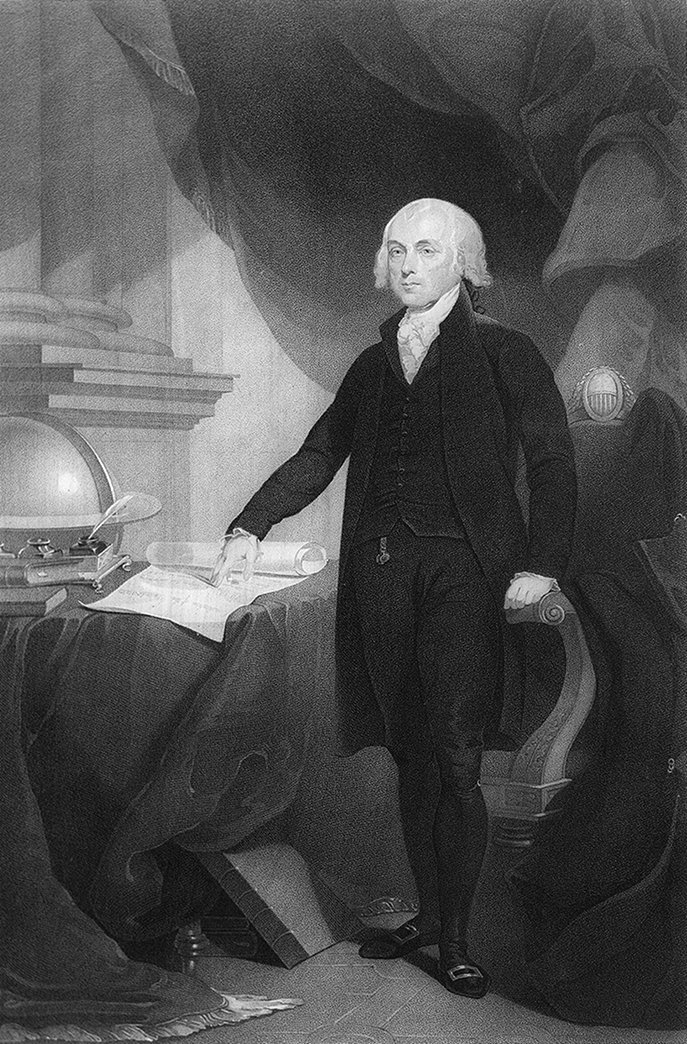
James Madison, Tổng thống thấp nhất, với chiều cao 5 ft 4 in (163 cm).

| Hạng | Thứ tự | Tổng thống             | Chiều cao (in) | Chiều cao (cm) | tham khảo                                 |
| ---- | ------ | ---------------------- | -------------- | -------------- | ----------------------------------------- |
| 1    | 16     | Abraham Lincoln        | 6 ft 4 in      | 193 cm         | [ 5 ]                                     |
| 2    | 36     | Lyndon B. Johnson      | 6 ft 3+1⁄2 in  | 192 cm         | [ 6 ] [ 7 ] [ 8 ]                         |
| 3    | 45     | Donald Trump           | 6 ft 3 in      | 191 cm         | [ 9 ]                                     |
| 4    | 3      | Thomas Jefferson       | 6 ft 2+1⁄2 in  | 189 cm         | [ 10 ] [ 11 ]                             |
| 5    | 1      | George Washington      | 6 ft 2 in      | 188 cm         | [ 12 ]                                    |
| 5    | 21     | Chester A. Arthur      | 6 ft 2 in      | 188 cm         | [ 10 ]                                    |
| 5    | 32     | Franklin D. Roosevelt  | 6 ft 2 in      | 188 cm         | [ 10 ]                                    |
| 5    | 41     | George H. W. Bush      | 6 ft 2 in      | 188 cm         | [ 10 ] [ 13 ]                             |
| 5    | 42     | Bill Clinton           | 6 ft 2 in      | 188 cm         | [ 10 ] [ 13 ] [ 14 ] [ 15 ] [ 16 ] [ 17 ] |
| 10   | 7      | Andrew Jackson         | 6 ft 1 in      | 185 cm         | [ 10 ] [ 18 ]                             |
| 10   | 35     | John F. Kennedy        | 6 ft 1 in      | 185 cm         | [ 10 ] [ 19 ]                             |
| 10   | 40     | Ronald Reagan          | 6 ft 1 in      | 185 cm         | [ 10 ]                                    |
| 10   | 44     | Barack Obama           | 6 ft 1 in      | 185 cm         | [ 2 ] [ 3 ]                               |
| 14   | 5      | James Monroe           | 6 ft 0 in      | 183 cm         | [ 10 ] [ 20 ]                             |
| 14   | 10     | John Tyler             | 6 ft 0 in      | 183 cm         | [ 10 ]                                    |
| 14   | 15     | James Buchanan         | 6 ft 0 in      | 183 cm         | [ 10 ]                                    |
| 14   | 20     | James A. Garfield      | 6 ft 0 in      | 183 cm         | [ 10 ]                                    |
| 14   | 29     | Warren G. Harding      | 6 ft 0 in      | 183 cm         | [ 10 ]                                    |
| 14   | 38     | Gerald Ford            | 6 ft 0 in      | 183 cm         | [ 10 ] [ 21 ]                             |
| 20   | 27     | William Howard Taft    | 5 ft 11+1⁄2 in | 182 cm         | [ 22 ]                                    |
| 20   | 31     | Herbert Hoover         | 5 ft 11+1⁄2 in | 182 cm         | [ 23 ]                                    |
| 20   | 37     | Richard Nixon          | 5 ft 11+1⁄2 in | 182 cm         | [ 10 ] [ 21 ]                             |
| 20   | 43     | George W. Bush         | 5 ft 11+1⁄2 in | 182 cm         | [ 17 ] [ 24 ] [ 25 ] [ 26 ]               |
| 24   | 22, 24 | Grover Cleveland       | 5 ft 11 in     | 180 cm         | [ 10 ]                                    |
| 24   | 28     | Woodrow Wilson         | 5 ft 11 in     | 180 cm         | [ 10 ] [ 27 ]                             |
| 26   | 34     | Dwight D. Eisenhower   | 5 ft 10+1⁄2 in | 179 cm         | [ 10 ]                                    |
| 27   | 14     | Franklin Pierce        | 5 ft 10 in     | 178 cm         | [ 10 ]                                    |
| 27   | 17     | Andrew Johnson         | 5 ft 10 in     | 178 cm         | [ 10 ]                                    |
| 27   | 26     | Theodore Roosevelt     | 5 ft 10 in     | 178 cm         | [ 10 ] [ 20 ]                             |
| 27   | 30     | Calvin Coolidge        | 5 ft 10 in     | 178 cm         | [ 10 ]                                    |
| 31   | 39     | Jimmy Carter           | 5 ft 9+1⁄2 in  | 177 cm         | [ 10 ] [ 21 ]                             |
| 32   | 13     | Millard Fillmore       | 5 ft 9 in      | 175 cm         | [ 10 ]                                    |
| 32   | 33     | Harry S. Truman        | 5 ft 9 in      | 175 cm         | [ 10 ]                                    |
| 34   | 19     | Rutherford B. Hayes    | 5 ft 8+1⁄2 in  | 174 cm         | [ 10 ] [ 28 ]                             |
| 35   | 9      | William Henry Harrison | 5 ft 8 in      | 173 cm         | [ 10 ]                                    |
| 35   | 11     | James K. Polk          | 5 ft 8 in      | 173 cm         | [ 10 ] [ 29 ]                             |
| 35   | 12     | Zachary Taylor         | 5 ft 8 in      | 173 cm         | [ 10 ] [ 20 ]                             |
| 35   | 18     | Ulysses S. Grant       | 5 ft 8 in      | 173 cm         | [ 30 ]                                    |
| 39   | 6      | John Quincy Adams      | 5 ft 7+1⁄2 in  | 171 cm         | [ 31 ]                                    |
| 40   | 2      | John Adams             | 5 ft 7 in      | 170 cm         | [ 10 ] [ 32 ]                             |
| 40   | 25     | William McKinley       | 5 ft 7 in      | 170 cm         | [ 10 ]                                    |
| 42   | 8      | Martin Van Buren       | 5 ft 6 in      | 168 cm         | [ 33 ]                                    |
| 42   | 23     | Benjamin Harrison      | 5 ft 6 in      | 168 cm         | [ 34 ]                                    |
| 44   | 4      | James Madison          | 5 ft 4 in      | 163 cm         | [ 10 ] [ 35 ]                             |

## Xu hướng
Chiều cao trung bình của 43 Tổng thống trước đây khoảng 70,8 inch (180 cm). Qua thời gian có sự tăng nhẹ, phản ánh ở sự tăng trưởng chiều cao của hầu hết dân số Hoa Kỳ, mặc dù một vài Tổng thống cao nhất sống ở thời kỳ đầu của lịch sử Hoa Kỳ. Chiều cao trung bình của nam giới Hoa Kỳ vào năm 2005 là 5 ft 9,2 in (69,2 in; 176 cm).

## Thành công trong tranh cử dựa vàochiều cao
Nhiều quan điểm cho rằng ứng cử viên cao hơn luôn luôn hoặc hầu hết đều thắng cử kể từ khi có các cuộc tranh luận Tổng thống trên truyền hình. Ví dụ một số quan điểm sau đây:
- Một bài luận vào năm 2003 của nhà báo New York Times Virginia Postrel về sự tăng trưởng chiều cao một cách nhân tạo của những trẻ em còi cọc. Cô ghi chú rằng: "Chiều cao thấp, làm tổn thương những triển vọng của một con người... Chàng trai cao thường có được những cô gái. Ứng cử viên tổng thống cao hơn hầu hết đều thắng."[37]
- Một bài viết vào năm 1988 của Los Angeles Times trong chuyên mục thời trang về một thợ may may đồ cho những người đàn ông thấp hơn bao gồm một câu chuyện: "Stern nói ông vừa biết được rằng Dukakis cao 5'8". 'Bạn biết không', ông nói thêm, một cách thất vọng rằng 'kể từ năm 1900 người cao hơn trong 2 ứng cử viên luôn luôn thắng sao?'"[38]
- Một cuốn sách xuất bản năm 1997 có tên How to Make Anyone Fall in Love with You thảo luận về tầm quan trọng của chiều cao: "Chiều cao thế nào? Người ta cho rằng cao hơn càng tốt, bởi vì nền văn hóa của chúng ta sùng bái chiều cao. Trong thực tế, tất cả các Tổng thống thắng cử của Hoa Kỳ kể từ năm 1900 đều là người cao hơn trong hai ứng cử viên."[39]
- Một cuốn sách xuất bản vào năm 1975 có tên First Impressions: The Psychology of Encountering Others ghi chú: "Giày nâng chiều cao, bất kỳ ai? Một yếu tố có ảnh hưởng sâu rộng đến cách mà người ta nhận thức, ít nhất trong cộng đồng Hoa Kỳ, là chiều cao. Từ năm 1900 đến năm 1968 những người được bầu làm Tổng thống Hoa Kỳ luôn là người cao hơn trong hai ứng cử viên. (Richard Nixon thấp hơn một chút so với George McGovern)"[40]
- Một cuốn sách xuất bản năm 1978 có tên The Psychology of Person Identification trình bày rằng: "Họ cũng nói rằng mỗi Tổng thống Hoa Kỳ thắng cử kể từ khi bước sang thế kỷ mới đều là người cao hơn trong hai ứng cử viên (Jimmy Carter là một ngoại lệ)."[41]
- Một cuốn sách năm 1999, Survival of the Prettiest viết bởi Nancy Etcoff, lặp lại một phiên bản truyền thống trong một phần sức mạnh của chiều cao: "...Kể từ năm 1776 chỉ có [hai Tổng thống,] James Madison và Benjamin Harrison[,] có chiều cao dưới mức trung bình. Cách dễ dàng nhất để đoán được người thắng cử trong cuộc bầu cử Tổng thống Hoa Kỳ là đánh cược vào ứng cử viên cao hơn: trong thế kỷ này bạn sẽ thấy một chuỗi đánh bại liên tiếp cho đến năm 1972 khi Richard Nixon thắng George McGovern."[42]

Một bảng so sánh về chiều cao của những người thắng và thua trong các cuộc tranh cử Tổng thống từ năm 1789 được cung cấp để đánh giá các quan điểm này.

## Bảng so sánhchiều caocủa các ứng cử viên Tổng thống Hoa Kỳ
| Ứng cử viên cao nhất thắng cử        | Ứng cử viên cao nhất không thắng cử |
| Cả hai ứng cử viên có cùng chiều cao | Dữ liệu so sánh không có sẵn        |

| Cuộc bầu cử | Người chiến thắng bởi phiếu Đại cử tri đoàn | Chiều cao      | Chiều cao | Đối thủ tranh cử                                | Chiều cao                     | Chiều cao            | Chênh lệch  | Chênh lệch        |
| ----------- | ------------------------------------------- | -------------- | --------- | ----------------------------------------------- | ----------------------------- | -------------------- | ----------- | ----------------- |
| 2016        | Donald Trump                                | 6 ft 3 in      | 191 cm    | Hillary Clinton*                                | 5 ft 5 in                     | 165 cm               | 10 in       | 26 cm             |
| 2012        | Barack Obama                                | 6 ft 1 in      | 185 cm    | Mitt Romney                                     | 6 ft 1+1⁄2 in                 | 187 cm               | ½ in        | 2 cm              |
| 2008        | Barack Obama                                | 6 ft 1 in      | 185 cm    | John McCain                                     | 5 ft 9 in                     | 175 cm               | 4 in        | 10 cm             |
| 2004        | George W. Bush                              | 5 ft 11+1⁄2 in | 182 cm    | John Kerry                                      | 6 ft 4 in                     | 193 cm               | 4½ in       | 11 cm             |
| 2000        | George W. Bush                              | 5 ft 11+1⁄2 in | 182 cm    | Al Gore*                                        | 6 ft 1 in                     | 185 cm               | 1½ in       | 3 cm              |
| 1996        | Bill Clinton                                | 6 ft 2 in      | 188 cm    | Bob Dole                                        | 6 ft 1+1⁄2 in                 | 187 cm               | ½ in        | 1 cm              |
| 1992        | Bill Clinton                                | 6 ft 2 in      | 188 cm    | George H.W. Bush                                | 6 ft 2 in                     | 188 cm               | 0 in        | 0 cm              |
| 1988        | George H.W. Bush                            | 6 ft 2 in      | 188 cm    | Michael Dukakis                                 | 5 ft 8 in                     | 173 cm               | 6 in        | 15 cm             |
| 1984        | Ronald Reagan                               | 6 ft 1 in      | 185 cm    | Walter Mondale                                  | 5 ft 11 in                    | 180 cm               | 2 in        | 5 cm              |
| 1980        | Ronald Reagan                               | 6 ft 1 in      | 185 cm    | Jimmy Carter                                    | 5 ft 9+1⁄2 in                 | 177 cm               | 3½ in       | 8 cm              |
| 1976        | Jimmy Carter                                | 5 ft 9+1⁄2 in  | 177 cm    | Gerald Ford                                     | 6 ft 0 in                     | 183 cm               | 2½ in       | 6 cm              |
| 1972        | Richard Nixon                               | 5 ft 11+1⁄2 in | 182 cm    | George McGovern                                 | 6 ft 1 in                     | 185 cm               | 1½ in       | 3 cm              |
| 1968        | Richard Nixon                               | 5 ft 11+1⁄2 in | 182 cm    | Hubert Humphrey                                 | 5 ft 11 in                    | 180 cm               | ½ in        | 2 cm              |
| 1964        | Lyndon B. Johnson                           | 6 ft 3+1⁄2 in  | 192 cm    | Barry Goldwater                                 | 5 ft 11 in                    | 180 cm               | 4½ in       | 12 cm             |
| 1960        | John F. Kennedy                             | 6 ft 1 in      | 185 cm    | Richard Nixon                                   | 5 ft 11+1⁄2 in                | 182 cm               | 1½ in       | 3 cm              |
| 1956        | Dwight D. Eisenhower                        | 5 ft 10+1⁄2 in | 179 cm    | Adlai Stevenson II                              | 5 ft 10 in                    | 178 cm               | ½ in        | 1 cm              |
| 1952        | Dwight D. Eisenhower                        | 5 ft 10+1⁄2 in | 179 cm    | Adlai Stevenson II                              | 5 ft 10 in                    | 178 cm               | ½ in        | 1 cm              |
| 1948        | Harry S. Truman                             | 5 ft 9 in      | 175 cm    | Thomas Dewey                                    | 5 ft 8 in                     | 173 cm               | 1 in        | 2 cm              |
| 1944        | Franklin D. Roosevelt                       | 6 ft 2 in      | 188 cm    | Thomas Dewey                                    | 5 ft 8 in                     | 173 cm               | 6 in        | 15 cm             |
| 1940        | Franklin D. Roosevelt                       | 6 ft 2 in      | 188 cm    | Wendell Willkie                                 | 6 ft 2+1⁄2 in                 | 189 cm               | ½ in        | 1 cm              |
| 1936        | Franklin D. Roosevelt                       | 6 ft 2 in      | 188 cm    | Alfred Landon                                   | 5 ft 11 in                    | 180 cm               | 3 in        | 8 cm              |
| 1932        | Franklin D. Roosevelt                       | 6 ft 2 in      | 188 cm    | Herbert Hoover                                  | 5 ft 11+1⁄2 in                | 182 cm               | 2½ in       | 6 cm              |
| 1928        | Herbert Hoover                              | 5 ft 11+1⁄2 in | 182 cm    | Al Smith                                        | 5 ft 11 in                    | 180 cm               | ½ in        | 2 cm              |
| 1924        | Calvin Coolidge                             | 5 ft 10 in     | 178 cm    | John W. Davis                                   | 5 ft 11 in                    | 180 cm               | 1 in        | 2 cm              |
| 1920        | Warren G. Harding                           | 6 ft 0 in      | 183 cm    | James M. Cox                                    | 5 ft 6 in                     | 168 cm               | 6 in        | 15 cm             |
| 1916        | Woodrow Wilson                              | 5 ft 11 in     | 180 cm    | Charles Evans Hughes                            | 5 ft 10 in                    | 178 cm               | 1 in        | 2 cm              |
| 1912        | Woodrow Wilson                              | 5 ft 11 in     | 180 cm    | William Howard Taft Theodore Roosevelt          | 5 ft 11 1⁄2 in 5 ft 10 in     | 182 cm 178 cm        | ½ in 1 in   | 2 cm 2 cm         |
| 1908        | William Howard Taft                         | 5 ft 11+1⁄2 in | 182 cm    | William Jennings Bryan                          | 5 ft 11 in                    | 180 cm               | ½ in        | 2 cm              |
| 1904        | Theodore Roosevelt                          | 5 ft 10 in     | 178 cm    | Alton B. Parker                                 | 5 ft 9 in                     | 175 cm               | 1 in        | 3 cm              |
| 1900        | William McKinley                            | 5 ft 7 in      | 170 cm    | William Jennings Bryan                          | 5 ft 11 in                    | 180 cm               | 4 in        | 10 cm             |
| 1896        | William McKinley                            | 5 ft 7 in      | 170 cm    | William Jennings Bryan                          | 5 ft 11 in                    | 180 cm               | 4 in        | 10 cm             |
| 1892        | Grover Cleveland                            | 5 ft 11 in     | 180 cm    | Benjamin Harrison                               | 5 ft 6 in                     | 168 cm               | 5 in        | 12 cm             |
| 1888        | Benjamin Harrison                           | 5 ft 6 in      | 168 cm    | Grover Cleveland*                               | 5 ft 11 in                    | 180 cm               | 5 in        | 12 cm             |
| 1884        | Grover Cleveland                            | 5 ft 11 in     | 180 cm    | James G. Blaine                                 | 5 ft 11 in                    | 180 cm               | 0 in        | 0 cm              |
| 1880        | James A. Garfield                           | 6 ft 0 in      | 183 cm    | Winfield Hancock                                | 6 ft 1+1⁄2 in                 | 187 cm               | 1½ in       | 4 cm              |
| 1876        | Rutherford B. Hayes                         | 5 ft 8+1⁄2 in  | 174 cm    | Samuel Tilden*                                  | 5 ft 10 in                    | 178 cm               | 1½ in       | 4 cm              |
| 1872        | Ulysses S. Grant                            | 5 ft 8 in      | 173 cm    | Horace Greeley                                  | 5 ft 10 in                    | 178 cm               | 2 in        | 5 cm              |
| 1868        | Ulysses S. Grant                            | 5 ft 8 in      | 173 cm    | Horatio Seymour                                 |                               |                      |             |                   |
| 1864        | Abraham Lincoln                             | 6 ft 4 in      | 193 cm    | George B. McClellan                             | 5 ft 8 in                     | 173 cm               | 8 in        | 20 cm             |
| 1860        | Abraham Lincoln                             | 6 ft 4 in      | 193 cm    | John C. Breckinridge Stephen A. Douglas         | 6 ft 2 in 5 ft 4 in           | 188 cm 163 cm        | 2 in 12 in  | 5 cm 30 cm        |
| 1856        | James Buchanan                              | 6 ft 0 in      | 183 cm    | Millard Fillmore John C. Frémont                | 5 ft 9 in 5 ft 9 in           | 175 cm 175 cm        | 3 in        | 8 cm 8 cm         |
| 1852        | Franklin Pierce                             | 5 ft 10 in     | 178 cm    | Winfield Scott                                  | 6 ft 5 in                     | 196 cm               | 7 in        | 18 cm             |
| 1848        | Zachary Taylor                              | 5 ft 8 in      | 173 cm    | Lewis Cass                                      | 5 ft 8+1⁄2 in                 | 174 cm               | ½ in        | 1 cm              |
| 1844        | James K. Polk                               | 5 ft 8 in      | 173 cm    | Henry Clay                                      | 6 ft 1 in                     | 185 cm               | 5 in        | 12 cm             |
| 1840        | William Henry Harrison                      | 5 ft 8 in      | 173 cm    | Martin Van Buren                                | 5 ft 6 in                     | 168 cm               | 2 in        | 5 cm              |
| 1836        | Martin Van Buren                            | 5 ft 6 in      | 168 cm    | Hugh Lawson White William Henry Harrison        | 5 ft 11 in 5 ft 8 in          | 180 cm 173 cm        | 5 in 2 in   | 12 cm 5 cm        |
| 1832        | Andrew Jackson                              | 6 ft 1 in      | 185 cm    | Henry Clay                                      | 6 ft 1 in                     | 185 cm               | 0 in        | 0 cm              |
| 1828        | Andrew Jackson                              | 6 ft 1 in      | 185 cm    | John Quincy Adams                               | 5 ft 7+1⁄2 in                 | 171 cm               | 5½ in       | 14 cm             |
| 1824        | John Quincy Adams                           | 5 ft 7+1⁄2 in  | 171 cm    | William H. Crawford Andrew Jackson** Henry Clay | 6 ft 3 in 6 ft 1 in 6 ft 1 in | 191 cm 185 cm 185 cm | 7½ in 5½ in | 20 cm 14 cm 14 cm |
| 1820        | James Monroe†                               | 6 ft 0 in      | 183 cm    |                                                 |                               |                      |             |                   |
| 1816        | James Monroe                                | 6 ft 0 in      | 183 cm    | Rufus King                                      |                               |                      |             |                   |
| 1812        | James Madison                               | 5 ft 4 in      | 163 cm    | DeWitt Clinton                                  | 6 ft 3 in                     | 191 cm               | 11 in       | 28 cm             |
| 1808        | James Madison                               | 5 ft 4 in      | 163 cm    | Charles C. Pinckney                             | 5 ft 9 in                     | 175 cm               | 5 in        | 12 cm             |
| 1804        | Thomas Jefferson                            | 6 ft 2+1⁄2 in  | 189 cm    | Charles C. Pinckney                             | 5 ft 9 in                     | 175 cm               | 5½ in       | 14 cm             |
| 1800        | Thomas Jefferson                            | 6 ft 2+1⁄2 in  | 189 cm    | John Adams                                      | 5 ft 7 in                     | 170 cm               | 7½ in       | 19 cm             |
| 1796        | John Adams                                  | 5 ft 7 in      | 170 cm    | Thomas Jefferson                                | 6 ft 2+1⁄2 in                 | 189 cm               | 7½ in       | 19 cm             |
| 1792        | George Washington†                          | 6 ft 2 in      | 188 cm    |                                                 |                               |                      |             |                   |
| 1789        | George Washington†                          | 6 ft 2 in      | 188 cm    |                                                 |                               |                      |             |                   |

Ghi chú:
* Thua cuộc bầu chọn cử tri, nhưng nhận được nhiều số phiếu phổ biến hơn.
† Không có đối thủ

## Thống kê
Trong 49 cuộc bầu cử mà chiều cao các ứng cử viên được biết, 26 lần các ứng cử viên cao nhất thắng cử (khoảng 53 phần trăm các cuộc bầu cử), 19 lần các ứng cử viên thấp hơn thắng cử (khoảng 39 phần trăm các cuộc bầu cử), 4 lần các ứng cử viên cao bằng nhau (khoảng 8 phần trăm các cuộc bầu cử).
Ứng cử viên cao nhất thắng 19 trong 28 cuộc bầu cử kể từ 1900 nhưng ngược lại, những cuộc tranh cử trong khoảng thời gian từ năm 1789 đến 1924, những ứng cử viên thấp hơn đã thắng cử 15 lần trong khi đó những ứng cử viên cao nhất chỉ thắng 11 lần.
Một điểm quan trọng đáng lưu ý là có ba trường hợp trong đó ứng cử viên cao nhất nhận được số phiếu phổ thông nhiều hơn người kia, thắng cử nhưng thua cuộc bầu cử của cử tri. Điều này xảy ra vào những cuộc bầu cử năm 1876, 1888 và 2000; ứng cử viên cao nhất không nhận được phiếu bầu cao nhất trong cuộc bầu cử khác mà đối thủ nhận được nhiều hơn người thắng cuộc (1824). Điều này có nghĩa rằng ứng cử viên cao nhất giành được đa số phiếu bầu phổ thông 29 lần (khoảng 59 phần trăm) và ứng cử viên thấp hơn làm điều này chỉ 16 lần (khoảng 33 phần trăm).
Những con số trên làm cho người ta tin rằng ứng cử viên cao hơn chiếm ưu thế trong cuộc bầu cử tổng thống, nhưng khoảng cách thắng thua ít hơn những gì đã được đề xuất trong các nguồn nói trên.
| Kết quả                       | Thắng phiếu đại cử tri đoàn | Thắng phiếu phổ thông      |
| ----------------------------- | --------------------------- | -------------------------- |
| Ứng cử viên cao nhất thắng cử | 53 phần trăm trong tổng số  | 59 phần trăm trong tổng số |
| Ứng cử viên thấp hơn thắng cử | 39 phần trăm trong tổng số  | 33 phần trăm trong tổng số |
| Hai ứng cử viên cao bằng nhau | 8 phần trăm trong tổng số   | 8 phần trăm trong tổng số  |

## Những kỷ lục
Tổng thống cao nhất được bầu là Abraham Lincoln (6 ft 4 in (193 cm)) và Lyndon B. Johnson (6 ft 4 in (193 cm)). Tổng thống thấp nhất là James Madison (5 ft 4 in (163 cm)).
Ứng cử viên cao nhất không thắng cử (cũng là cao nhất trong các ứng cử viên tổng thống) là Winfield Scott, với chiều cao 6 ft 5 in (196 cm) thua cuộc tranh cử năm 1852 với đối thủ Franklin Pierce, cao 5 ft 10 in (178 cm). Ứng cử viên cao thứ hai là John Kerry, với chiều cao 6 ft 4 in (193 cm). Và ứng cử viên không thắng cử thấp nhất là Stephen A. Douglas, cao 5 ft 4 in (163 cm). Kế đó là Martin Van Buren và Benjamin Harrison, thua cuộc tranh cử năm 1840 và 1892 và cả hai đều cao 5 ft 6 in (168 cm).
Khoảng cách chiều cao lớn nhất giữa hai ứng cử viên tổng thống là trong cuộc tranh cử năm 1860, Abraham Lincoln cao hơn đối thủ Stephen A. Douglas 12 inch (30 cm). Và khoảng cách lớn thứ hai ở trong cuộc tranh cử năm 1812, De Witt Clinton cao hơn người thắng cuộc James Madison 11 inch (28 cm).